# Стругова Буда
Стру́гова Бу́да (историческое название Струговская Буда) — село в Гордеевском районе Брянской области, в составе Глинновского сельского поселения. Расположено в 9 км к юго-востоку от села Гордеевка. Население — 437 человек (2010).
В селе имеется отделение связи, библиотека.

## История
Основано в начале XVIII века А.Вислободским; бывшее гетманское владение, относилось к Ропской волости, несмотря на удалённое расположение. С середины XVIII века — владение К. Г. Разумовского, затем перешло к Гудовичам (казачьего населения не имело). В 1763 был построен храм Святого Николая (не сохранился). В конце XIX века была открыта земская школа.
До 1781 года входило в Новоместскую сотню Стародубского полка; с 1782 по 1921 в Суражском уезде (с 1861 — центр Буднянской (Струговобудской) волости); в 1921—1929 в Клинцовском уезде (до 1924 — волостной центр, позднее в Гордеевской волости). С 1929 в Гордеевском районе, а в период его временного расформирования (1963—1985) — в Клинцовском районе.
С 1919 по 2005 год — центр Струговобудского сельсовета. В 1976 году к селу присоединён посёлок Марковка.

## Население
437 человек (2013)